# Joanna Trollope

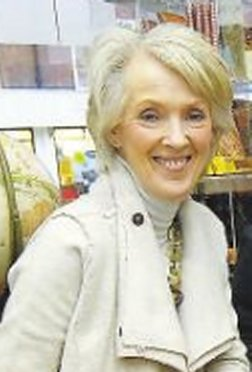
Joanna Trollope (2011)

Joanna Trollope CBE, Pseudonym Caroline Harvey, (geboren 9. Dezember 1943 in Minchinhampton, Gloucestershire) ist eine britische Schriftstellerin und Autorin romantischer Romane.

## Leben
Joanna Trollope ist weitläufig verwandt mit dem englischen Schriftsteller Anthony Trollope. Sie besuchte eine Schule in Reigate und studierte am St Hugh’s College der Universität Oxford.
Von 1966 bis 1983 war sie mit dem Banker David Roger William Potter verheiratet. Sie haben zwei Töchter. Von 1985 bis 2001 war sie mit dem Drehbuchautor Ian Curteis verheiratet, beide Ehen wurden geschieden. Sie lebt in London.
Trollope jobbte in verschiedenen Lehrtätigkeiten und wurde 1980 freiberufliche Schriftstellerin. Sie hat eine Vielzahl an Romanen geschrieben, die zum Teil zu Fernsehfilmen bearbeitet wurden. Unter dem Pseudonym Caroline Harvey hat sie weitere vier Romane veröffentlicht. Vom Schriftsteller und Literaturkritiker Terence Blacker wurde sie 1992 für ihre im ländlichen Mittelschichtenmilieu angesiedelten Romane als „Queen of the Aga Saga“ bezeichnet, die Wärme des AGA-Herdes sorgt dort für eine wohlige Atmosphäre.

## Werke (Auswahl)
- Eliza Stanhope. Historischer Roman. (1978)
  - Im Schatten von Waterloo: Roman. Übersetzung Monika Hahn. München: Schneekluth, 1981
- Parson Harding's Daughter. Historischer Roman. (1979)[2]
- Leaves from the Valley. Historischer Roman. (1980)[2]
- The City of Gems. Historischer Roman. (1981)[2]
- The Steps of the Sun. Historischer Roman. (1983)[2]
- Britannia's Daughters: Women of the British Empire. (1983)[2]
- The Taverner's Place. Historischer Roman. (1986)
- The Choir. Roman. (1988)
- A Village Affair. Roman. (1989)
  - Affäre im Sommer: Roman. Übersetzung Alexandra v. Reinhardt. München: Heyne, 1993
- A Passionate Man. Roman. (1990)
  - Wirbel des Lebens: Roman. Übersetzung Alexandra v. Reinhardt. München: Heyne, 1994
- The Rector's Wife. Roman. (1991)
  - Herbstlichter. Roman. Übersetzung Rudolf Hermstein. Gütersloh 1994
- The Men and the Girls. Roman. (1992)
  - Zwei Paare: Roman. Übersetzung Gisela Stege. Hamburg: Hoffmann und Campe, 1994
- A Spanish Lover. Roman. (1993)
  - Die Zwillingsschwestern. Übersetzung Karin Kersten. Hamburg: Hoffmann und Campe, 1993
- The Best of Friends. Roman. (1998)
  - Unter Freunden : Roman. Übersetzung Gisela Stege. Hamburg: Hoffmann und Campe, 1995
- Next of Kin. Roman. (1996)
  - Die nächsten Verwandten: Roman. Übersetzung Christel Wiemken. Hamburg: Hoffmann und Campe, 1997
- Other People's Children. Roman. (1998)
  - Anderer Leute Kinder: Roman. Übersetzung Annette Meyer-Prien. Hamburg: Hoffmann und Campe, 1999
- Marrying the Mistress. Roman. (2000)
  - Eine ganz normale Affäre: Roman. Übersetzung Ulrike Thiesmeyer. Hamburg: Hoffmann und Campe, 2001
- Girl from the South. Roman. (2002)
  - Das Mädchen aus dem Süden: Roman. Übersetzung Gisela Stege. München: Ullstein, 2002
- Brother and Sister. Roman. (2004)
  - Bruder & Schwester: Roman. Übersetzung Angelika Kaps. Berlin: Bloomsbury Berlin, 2005
- Second Honeymoon. Roman. (2006)
  - Zweiter Frühling: Roman. Übersetzung Angelika Kaps. Berlin: Bloomsbury Berlin, 2006
- Friday Nights. Roman. (2007)
  - Immer freitagabends : Roman. Übersetzung Angelika Kaps. Berlin: Bloomsbury Berlin, 2008
- The Other Family. Roman. (2010)
  - Die andere Familie : Roman. Übersetzung Angelika Kaps. Berlin: Bloomsbury Berlin, 2010
- Daughters-in-Law. Roman. (2011)
  - Schwiegertöchter: Roman. Übersetzung Angelika Kaps. Berlin: Bloomsbury Berlin, 2011
- The Soldier's Wife. Roman. (2012)
  - Wenn du wieder da bist: Roman. Übersetzung Angelika Kaps. Berlin: Berlin-Verl. Taschenbuch, 2014
- Sense & Sensibility (2013)
- Balancing Act. Roman. (2014)
  - Das Porzellanhaus: Roman. Übersetzung Angelika Kaps. Berlin: Berlin-Verl. Taschenbuch, 2015
- City of Friends. Roman. (2017)

Zuordnung der Übersetzung fehlt
- Wirbel des Lebens: Roman. Übersetzung Rudolf Hermstein. München: Heyne, 1994
- Herbstlichter: Roman. Übersetzung Rudolf Hermstein. München: Heyne, 1994
- Heimliche Beziehung: Roman. Übersetzung Rudolf Hermstein. München: Heyne, 1994
- Vermächtnis der Liebe: Roman. Übersetzung Gunther Seipel. München: Heyne, 1998

Caroline Harvey
- Legacy of Love (1983)
  - Vermächtnis der Liebe: Roman. Übersetzung Gunther Seipel. Gütersloh, 1999
- A Second Legacy (1993)
  - Das zweite Vermächtnis: Roman. Übersetzung Michélle Pyka. München: Heyne, 1999
- A Castle in Italy. Historischer Roman. (1993)
- The Brass Dolphin. Historischer Roman. (1997)